# Werner Schopper
Werner Schopper (* 4. September 1899 in Leipzig; † 20. Dezember 1984 in Darmstadt) war ein deutscher Pathologe.

## Leben
Schopper wurde als Sohn des Kaufmanns Robert Schopper und der Clara Meinhardt geboren. Nachdem er 1917 das Abitur in Leipzig erlangt hatte, studierte er Medizin in Freiburg und Leipzig. 1920 wurde er Mitglied des Corps Thuringia Leipzig. 1924 wurde er in Leipzig zum Dr. med. promoviert und legte das Staatsexamen ab. 1926 wurde er Assistenzarzt und 1929 Oberarzt am Pathologischen Institut der Universität Gießen bei Georg Herzog. Er habilitierte sich 1930 an der Universität Gießen für Allgemeine Pathologie und Pathologische Anatomie und wurde im gleichen Jahr zum Privatdozenten ernannt. 1932 erhielt er ein Stipendium der Rockefellerstiftung mit einem achtmonatigen Krebsforschungsauftrag in den USA. 1935 wurde er zum außerplanmäßigen Professor für Pathologie an der Medizinischen Fakultät der Universität Leipzig ernannt. 1937 wurde er Prosektor und Leiter des Pathologischen Instituts des Städtischen Krankenhauses St. Georg in Leipzig. Ab 1946 war er Direktor des Pathologischen Instituts der Städtischen Krankenanstalten in Darmstadt. 1968 trat er in den Ruhestand.
Schopper war wie Herzog Mitglied der William-Kerkhoff-Stiftung. Im Jahr 1953 wurde ihm das Band des Corps Rhenania Bonn und 1968 der Verdienstkreuz 1. Klasse der Bundesrepublik Deutschland verliehen.